# Passerell gorjanegre

El passerell gorjanegre o passerell golanegre (Acanthis flammea) és una espècie d'ocell de la família dels fringíl·lids (Fringillidae) que cria en zones boreals.

## Morfologia
- Fa 12 - 14 cm de llargària amb una envergadura de 13 - 17 cm i un pes de 13 – 16 grams.
- Color general: marró grisenc, amb ratlles negres al dors. Capell vermell. Barbeta i espai entre els ulls i el bec negres. Ales i cua molt marró-grisenc molt fosc. Ventre blanquinós. Cobertores caudals superiors blanques amb un to rosat.
- Potes negres i bec grogós.
- Els mascles, sobretot en època de cria, tenen a més la part anterior del coll i superior del pit i els flancs d'un viu color rosa.

## Distribució i hàbitat
Boscos de bedolls i salzes, matolls i tundra. Crien en una zona que va des del sud de Groenlàndia, Islàndia i nord d'Escandinàvia, cap a l'est, a través del nord i centre de Rússia i nord de Sibèria fins a Kamtxatka i a través de les Illes Kurils al nord d'Alaska i del Canadà. Localment a Europa fins als Alps. A l'hivern cap al sud, fins al centre dels Estats Units, la zona septentrional de la regió mediterrània i Àsia central. S'ha introduït a Nova Zelanda. La seva presència als Països Catalans és extremadament rara.

## Llista de subespècies
Se n'han descrit tres subespècies:
- Acanthis flammea cabaret (Statius Muller, 1776). Illes Britàniques, i muntanyes d'Europa central.
- Acanthis flammea flammea (Linnaeus, 1758). Zones septentrionals d'Euràsia i Nord-amèrica.
- Acanthis flammea rostrata (Coues, 1861). Labrador i les illes de Baffin, Groenlàndia i Islàndia.

Alguns autors, per exemple Clements 5th edition (amb revisions del 2002), han considerat cabaret una espècie de ple dret (Acanthis cabaret).

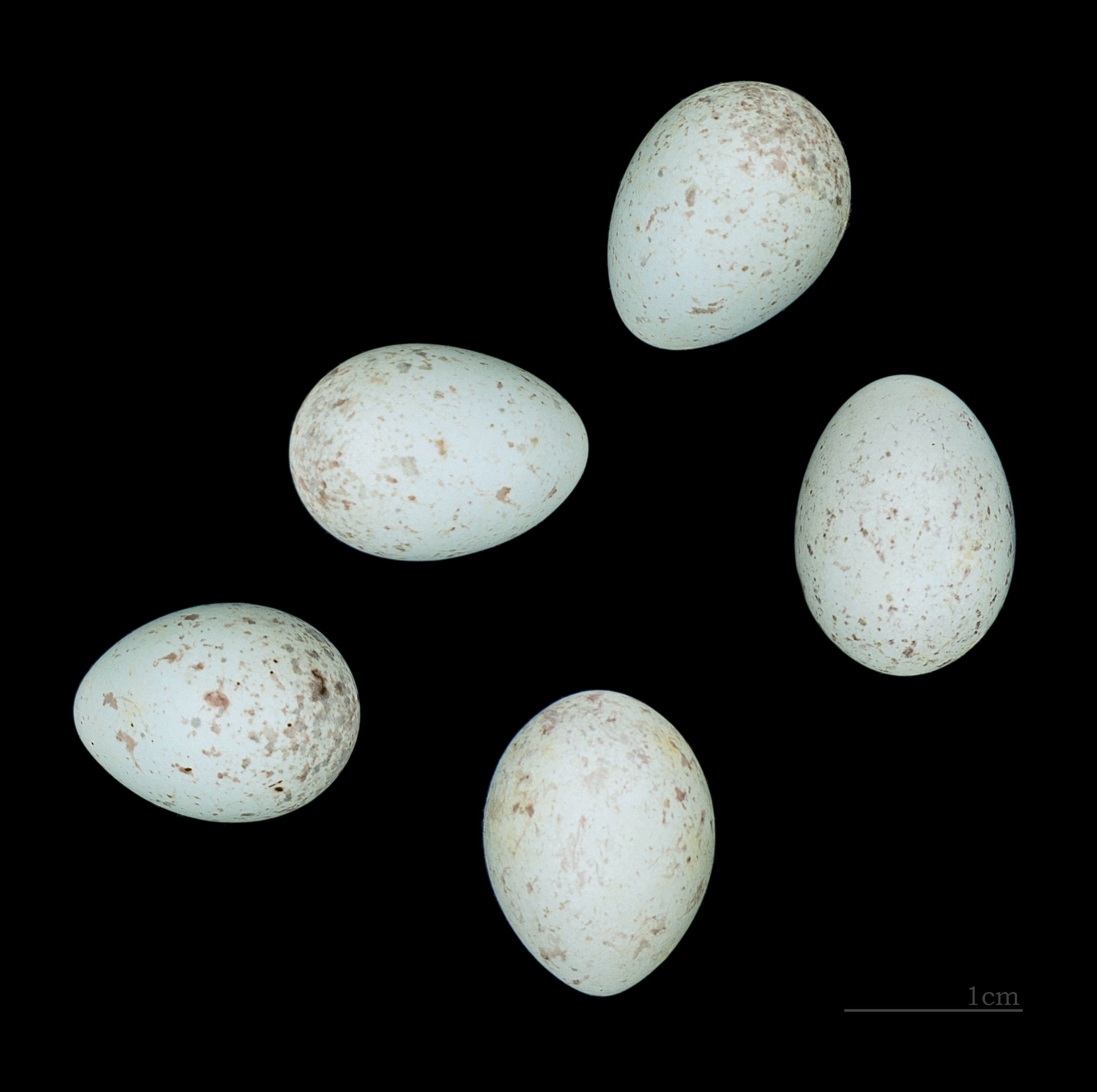
Carduelis flammea flammea
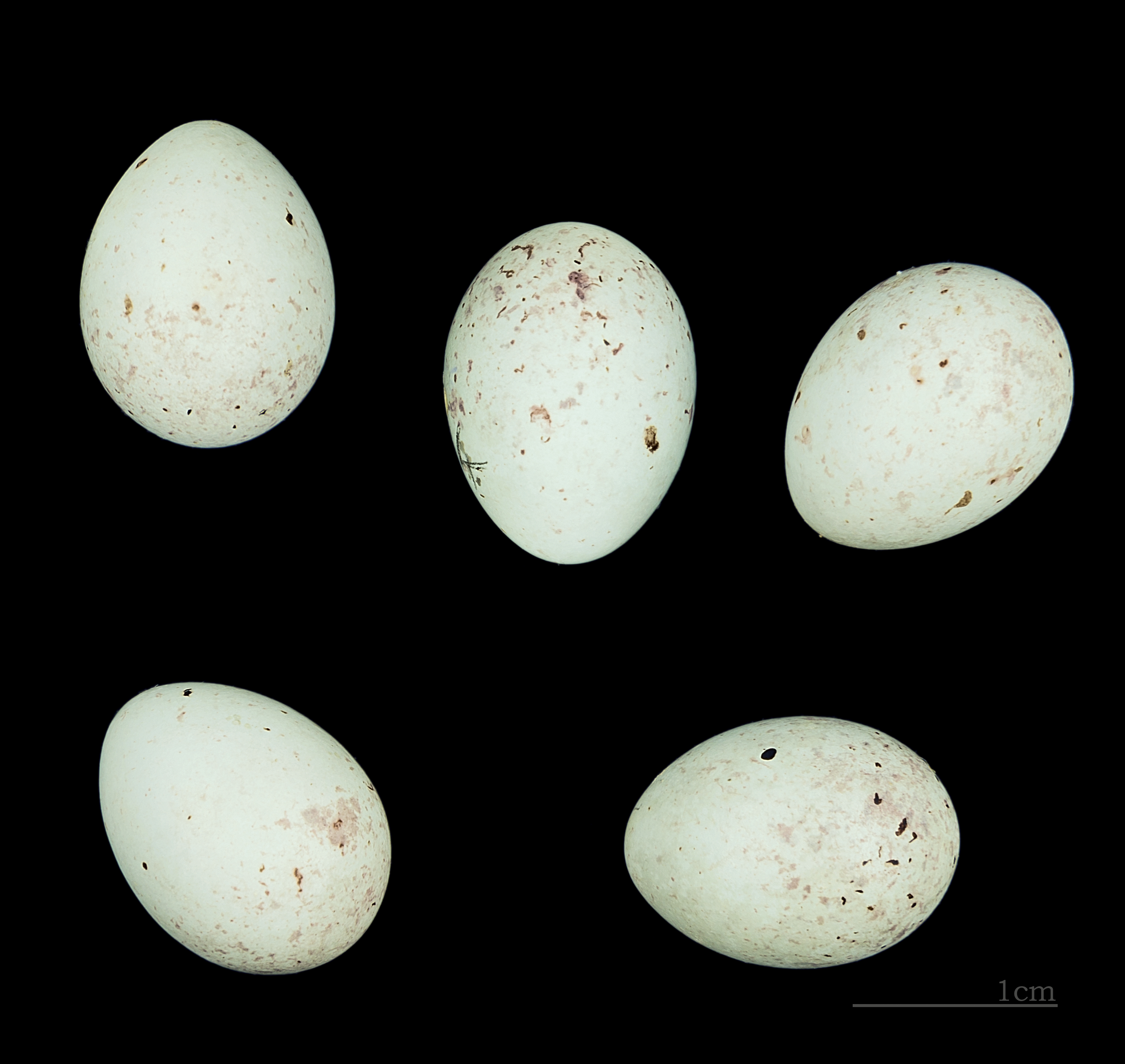
Carduelis flammea cabaret